# Uncover
「Uncover」（アンカバー）は、2023年2月15日に発売されたPipping Hotの2ndシングル。

## 概要
wacciの橋口洋平が作詞作曲を担当。
メンバーは有光陽稀、雫月Lee、八雲杏、逢坂朔玖、碇たくみ。
同じdreamBoat内のグループであるBOPと同時初売を行い、互いに成長するためにオリコンチャートやMV再生数など10番勝負を実施。

## 収録曲
テイチクレコード公式サイト内の紹介ページによる。

### 初回限定盤A
CD
1. Uncover
  - 作詞：橋口洋平、犬塚ヒカリ
  - 作曲：橋口洋平
  - 編曲：佐久間誠
2. HIGH FIVE
  - 作詞・作曲：阿久津健太郎
  - 編曲：佐久間誠

DVD
- 「Uncover」Music Video

### 初回限定盤B
CD
1. Uncover
2. HIGH FIVE

DVD
- 「Uncover」MVメイキング映像

### 通常盤
1. Uncover
2. HIGH FIVE
3. Limitation=Imitation
  - 作詞：矢作綾加
  - 作曲：林田健司
  - 編曲：横関敦
4. Uncover（Instrumental）
5. HIGH FIVE（Instrumental）
6. Limitation=Imitation（Instrumental）

## 10番勝負結果
| #   | 内容                                 | PippingHot | BOP |
| --- | ------------------------------------ | ---------- | --- |
| 1.  | LINE MUSIC再生回数バトル             | ×          | 〇  |
| 2.  | Music Video再生回数バトル            | 〇         | ×   |
| 3.  | 1月29日ライブ動員バトル              | 〇         | ×   |
| 4.  | オリコンウィークリーランキングバトル | 〇         | ×   |
| 5.  | カラオケバトル                       | ×          | 〇  |
| 6.  | 体力テスト                           | ×          | 〇  |
| 7.  | イケメングランプリ                   | 〇         | ×   |
| 8.  | Twitterハッシュタグツイートバトル    | ×          | 〇  |
| 9.  | メンバー対抗クイズバトル             | △          | △   |
| 10. | シークレットバトル（箱の中身当て）   | △          | △   |

結果は4勝4敗2引き分けの「引き分け」に終わったため、合同でファン感謝祭を開催する事が決定した。